# Žirovnica (Mavrovo a Rostuša)
Žirovnica (makedonsky: Жировница, albánsky: Zheranicë) je vesnice v opštině Mavrovo a Rostuša v Severní Makedonii. Nachází se v Položském regionu. 

## Demografie
Žirovnica je tradičně obydlena makedonskými muslimy (Torbeš). Ve vesnici se nachází několik úřadů a veřejných budov. Během posledních desetiletí se do Žirovnice stěhují Albánci z regionu Gorno Reka a jejich počet zde vzrostl na 258. 
Podle sčítání lidu z roku 2002 žije ve vesnici 1608 obyvatel. Etnickými skupinami ve vesnici jsou:
- Makedonci – 1314
- Albánci – 258
- Turci – 20
- Bosňáci – 4
- ostatní – 12